# Kids Computer PICO
Kids Computer PICO，通稱PICO，是日本電子遊戲發行商世嘉於1993年6月26日在日本、1994年9月在欧洲、1994年11月在北美發行的16位元教育家用游戏机，為Mega Drive（在北美以外地區被稱為Sega Genesis）的衍生機型，由世嘉的子公司世嘉玩具製造。以「寓教於樂」為主打，PICO的目標客戶層為3至5歲的幼童。Kids Computer PICO的改良機型Kids Communication PICO（キッズコミュニケーションピコ）於2001年6月1日發行，後繼機型Advanced PICO Beena則於2005年推出。
儘管PICO於日本表現不俗，但是在歐美市場並未獲得相同程度的成功。PICO的遊戲陣容多為教育電子遊戲以及動漫授權遊戲，其中包含世嘉自家的刺猬索尼克系列。PICO系列主機在其生命週期中銷量共計達340萬部。

## 歷史
Kids Computer PICO於1993年6月26日在日本推出，售價16,000日圓，主打口號為「遊戲是學習的第一步」（遊びが学びの最初の一歩）。翌年，美國世嘉在當年度的美國國際玩具展覽會上首次向北美地区公開主機相關資訊，並定名為SEGA PICO；11月正式發售，售價原預定為160美元，不過最終定價139美元，主打口號為「認為自己是玩具的電腦」（""）。PICO贏得了「國家育兒中心認證標章」（The National Parenting Center's Seal of Approval）、「奧本海姆玩具組合白金獎」和「全國育兒協會出版物獎」（The National Association of Parenting Publications Awards）等獎項，並獲得美國玩具和教育娛樂公司的普遍讚譽。至1996年，SEGA PICO在北美地區的主機銷量已達40萬部。
1998年之後，世嘉將日本PICO業務交由其玩具部門（即世嘉玩具）掌管，同時將主機降價至13,440日圓；並因銷售成績不佳而退出歐美市場，改授權予Majesco娛樂負責北美地區銷售，同時將主機降價至49.95美元。2001年6月1日，Kids Computer PICO的改良機型Kids Communication PICO（キッズコミュニケーションピコ）發售，同時並推出專用配件「我們去PICO小鎮吧！」（ピコタウンへでかけよう！）。2002年，PICO以「比嘉启能宝箱」之名於中國大陸推出，由廣州易特隆電子科技代理銷售。
2000年，世嘉稱PICO主機銷量達到250萬部。2002年底，世嘉稱PICO主機銷量達到320萬部、遊戲銷量達1,050萬份；至2005年4月為止，PICO主機銷量至少達340萬部、遊戲銷量至少達1,116萬份。2005年4月，世嘉玩具推出PICO的繼任主機Advanced PICO Beena，PICO遂退出市場，最後一款官方授權遊戲《甲蟲王者 〜收集和遊玩的甲蟲圖鑑〜》於2005年4月28日發售。

## 硬體及遊戲陣容

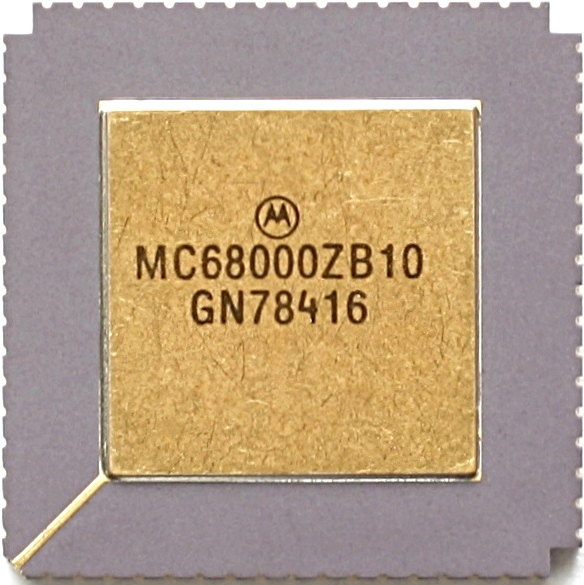
一顆摩托罗拉68000，型號與PICO搭載的處理器型號非常相似

PICO的外形近似於筆記型電腦，內部硬體架構則與Mega Drive/Sega Genesis相仿，兩者擁有相同的記憶體容量、顯示及音效機能。PICO附有一隻觸控筆，用以在主機的觸控板上進行操作或繪圖。玩家可透過以類似滑鼠的方式移動觸控筆，或是操作主機上附有的四個方向按鈕遊玩遊戲。PICO沒有內建螢幕或射頻端子，玩家須將主機透過AV端子或錄影機連接至外接螢幕方可顯示畫面。
PICO採用的遊戲媒體為ROM卡匣「繪本軟體」（絵本ソフト），即具有卡匣插槽的繪本。玩家為繪本翻頁時，螢幕上顯示的畫面和任務內容也會相應變化。PICO的目標客戶層為3至5歲的幼童，遊戲陣容約300款，多為教育電子遊戲，主題包括音樂、計數、拼寫、閱讀、匹配和著色等；以及動漫授權遊戲，例如华特迪士尼公司推出的《米奇的尤納肯》（ミッキーのゆかいなぼうけん）和《小熊維尼的新朋友》（プーさんとたのしいなかまたち），以及世嘉自家的刺猬索尼克系列遊戲，如《音速小子的遊戲世界》（ソニック・ザ・ヘッジホッグゲームワールド）和《塔爾斯與音樂製作師》（Tails and the Music Maker）等。
在1998年一次由《Fami通DC》主持的訪談中，前日本世嘉遊戲機硬體研發部門領導人之一佐藤秀樹表示，PICO的技術基礎奠基於早年SG-1000遊戲媒體之一SEGA My Card的開發經驗；PICO主機觸控板使用的感應技術，則來自於1988年發售、同樣採用類Mega Drive/Sega Genesis硬體架構的街机賽馬遊戲《世界賽馬會》。

## 評價與影響
1995年，PICO獲選為「玩具博士百大最佳產品」（Dr. Toy's 100 Best Products），並被雜誌《孩子》列為最優質的電腦遊戲之一。《华盛顿时报》的約瑟夫·薩德科夫斯基（Joseph Szadkowski）在報導中表示：「PICO具備輔助學習計數、拼寫、匹配、解決問題、記憶、邏輯、手眼協調以及重要基礎電腦技能的能力。」前美國世嘉產品研發副總裁喬·米勒（Joe Miller）為了彰顯對主機的熱誠，甚至將他的狗以PICO之名命名。不過相對的，作家史蒂文·L·肯特卻稱日本世嘉總裁中山隼雄眼睜睜看著PICO在北美「完全失敗」（""）。據《兒童軟體收入》（Children's Software Revenue）的沃倫·巴克利特納（Warren Buckleitnerr）表示，PICO之所以在北美地區遭到挫敗是因為產品的信譽不足。
2005年，世嘉玩具推出PICO的繼任主機Advanced PICO Beena，主機名稱來自於「Be Natural」中前二個字母的組合，以培養「知育」、「德育」、「體育」、「食育」、「安全」等「五育」為主打。至2008年6月，Advanced PICO Beena主機銷量達到35萬部、遊戲銷量達80萬份。

## 外部連結
- 官方网站 （日語）
- SEGA Retro （页面存档备份，存于） （英文）